# Río Hase
El río Hase es un río de Alemania que discurre por Baja Sajonia, un afluente que, mediante la bifurcación del río Hase, vierte en el río Ems y, mediante el río Else, vierte en el río Weser. Tiene una longitud total de 169,65 km.

## Recorrido
- Gesmold, Melle - Fuente del Hase y bifurcación del río en dos Hase y Else.
- Osnabrück
- Bramsche
- Neuenkirchen-Vörden
- Bersenbrück
- Quakenbrück
- Menslage - Aquí se canaliza y los lugareños lo denominan el Pequeño Hase.
- Löningen - En esta parte abandona la canalización y se convierte en el Gran Hase (Grosse Hase).
- Herzlake
- Haselünne
- Dörgen
- Bokeloh
- Meppen - Vierte en el Ems